# Kansas City Mavericks
Kansas City Mavericks – amerykański klub hokeja na lodzie z siedzibą w Independence, Kansas, grający w lidze ECHL.

## Historia
16 kwietnia 2009 liga CHL ogłosiła ekspansję w mieście Independence w stanie Kansas. Klub został oryginalnie nazwany Missouri Mavericks i zaczął grać w sezonie 2009–10.
17 września 2011 Mavericks podpisali umowę o afiliacji z Chicago Wolves z ligi AHL. Kontrakt miał być przedłużany co rok aż do 2015. 7 października 2014, na kilka dni przed startem sezonu, ogłoszono, że CHL przestała istnieć. Missouri Maverics razem z Allen Americans, Brampton Beast, Quad City Mallards, Rapid City Rush, Wichita Thunder i Tulsa Oilers zostali przyjęci do ECHL w trybie natychmiastowym.
11 czerwca 2015 klub podpisał umowę o afiliacji z New York Islanders z NHL. Razem z Bridgeport Sound Tigers z AHL zostali zespołem farmerskim tegoż zespołu.
Klub zmienił nazwę na Kansas City Mavericks zaczynając od sezonu 2017/18. Przed rozpoczęciem tego sezonu, afiliacja z New York Islanders wygasła i tenże klub podpisał umowę z Worcester Railers z ligi ECHL.
8 czerwca 2017, Kansas City Mavericks podpisali kontrakt o afiliacji z Calgary Flames z NHL oraz z Stockton Heat z AHL.

## Osiągnięcia
- Mistrzostwo dywizji: 2016
- Mistrzostwo w sezonie regularnym: 2014, 2016